# Карстен Хен
Карстен Хен (на немски: Carsten Henn) е германски журналист, драматург, поет и писател на произведения в жанра социална драма, лирика, криминален роман, кулинарен любовен роман, детска литература и документалистика (за кулинария и вино).

## Биография и творчество
Карстен Хене роден на 29 октомври 1973 г. в Кьолн, ФРГ. Израства в град Хюрт, Северен Рейн-Вестфалия, където през 1993 г. завършва гимназия „Алберт Швайцер“. Получава магистърска степен по етнология, социология и география от университета в Кьолн. После следва енология и лозарство в Аделаида, Австралия през 1997 г. До 2008 г. работи в администрацията на Хюрт и като радиоводещ, след което работи като журналист и писател.
През 1996 г. той става най-младият автор като поет в антологията Junger Westen, която прави преглед на съвременната литература в Северен Рейн-Вестфалия. Като журналист на свободна практика пише за вино за национални и международни списания и участва в журито на няколко награди за вино. От 2002 г. работи за „Винен пътеводител на Го Мийо“ (Gault-Millau WeinGuide), първоначално като сътрудник отговорен за лозарския регион Нае, а от 2014 г. като главен редактор. От 2013 г. работи и като кулинарен и ресторантски критик за ежедневника „Кьолнски градски вестник“. От 2018 г. е главен редактор на списанието за вино Vinum. През 2009 г. основава German Wine Discovery Society и оттогава произвежда строго лимитирани топ вина заедно с най-добрите винопроизводители в Германия. С приятели от 2010 г. управлява лозарски масив на стръмен склон в района на Мозел, и произвежда собствено вино от сорта ризлинг.
Прави литературния си дебют през 2000 г. с еротичният роман „Джулия, кликна“. Неговият кус към хубавото вино и добрата кухня са в основата на писателската му кариера. През 2002 г. е издаден първият му роман In vino veritas от поредицата „Юлиус Айхендорф, който се определя като „кулинарно-винофилска“ криминална поредица за топ готвача от долината на Ар и детектив аматьор Юлиус Айхендорф, който се появява там като потомък на известния немски поет Йозеф фон Айхендорф. През 2007 г. е издаден сборникът му с разкази Henkerstrop с 23 кратки кулинарни криминални истории. През 2008 – 2009 г. е издадена поредицата му „Николо и Джакомо“, кучешки криминални трилъри от Пиемонт, в които герои са италианската хрътка Николо и старото куче за търсене на трюфели Джакомо. През 2011 г. с романа „Окончателното узряване“ започва третата си поредица кулинарни криминални трилъри „Професор Битихайм“.
През 2020 г. е издаден романът му „Човекът, който разхождаше книги“. В историята книжарят Карл Колхоф всяка вечер носи книги по домовете на своите най-верни клиенти. За него те са като любими литературни герои, а за тях той е връзката им със света. Но когато Карл остава без работа и изгубва най-голямата радост в живота си, единствено силата на думите и смелостта на едно деветгодишно момиче ще му помогнат да се свържат отново с приятелите. Романът става бестселър и е предвиден за екранизация.
През 2022 г. е издаден романът му „Пекарят, който създаваше истории“. За бившата балерина Софи работата на италианския пекар Джакомо е като танц и тя наблюдава с възхита работата му. След внезапния край на танцовата ѝ кариера тя работи като негова помощничка и постепенно открива щастието от малките неща в живота и смелостта да се преобрази и да преоткрие себе си.
Пътят му като автор преминава през множество литературни стилове, а умението му на разказвач е доказано с над осемнайсет бестселъра. Публикациите му се допълват от многобройни приноси към антологии, кулинарни детски книги, кулинарен любовен роман и преди всичко поредица от (хумористични) нехудожествени книги за виното, някои от които са преведени на няколко езика.
Той е член на „Международна федерация на журналистите и писателите за вино и спиртни напитки“ и на Асоциацията на немските писатели в Кьолнска област. През 2022 г. е съосновател на ПЕН клуб Берлин.
Карстен Хен живее със семейството си в Хюрт.

## Произведения

### Самостоятелни романи
- Julia, angeklickt. Ein erotischer Internet-Roman (2000)[2]
- Birne sucht Helene. Eine kulinarische Liebesgeschichte (2010)
- Gran Reserva. Ein Wein-Krimi (2012)
- Wein, Mord und Gesang – Eine kriminelle Reise durch Deutschlands Weinbaugebiete (2012)
- Das Apfelblütenfest (2016)
- Eine Prise Sterne (2017)
- Der Gin des Lebens (2020)
- Der Buchspazierer (2020)[1]
Човекът, който разхождаше книги, изд.: ИК „ЕРА“, София (2021), прев. Ваня Пенева
- Rum oder Ehre (2021)
- Der Geschichtenbäcker (2022)
Пекарят, който създаваше истории, изд.: ИК „ЕРА“, София (2022), прев. Ваня Пенева
- Ein Schuss Whiskey (2022)
- Die Butterbrotbriefe (2023)
Жената, която пишеше писма, изд.: ИК „ЕРА“, София (2023), прев. Ваня Пенева

### Поредица „Юлиус Айхендорф“ (Julius-Eichendorff)
криминални горварски романи
1. In vino veritas (2002)[2][4]
2. Nomen est omen (2003)
3. In dubio pro vino (2004)
4. Vinum Mysterium (2006)
5. Vino Diavolo (2008)
6. Carpe Vinum (2011)
7. Ave Vinum (2014)
8. Vino Furioso (2019)

### Поредица „Николо и Джакомо“ (Niccolo-&-Giacomo)
кучешки криминални трилъри от Пиемонт
1. Tod & Trüffel (2008)[2]
2. Blut & Barolo (2009)

### Поредица „Професор Битихайм“ (Professor-Bietigheim)
кулинарни криминални трилъри
1. Die letzte Reifung (2011)[2][4]
2. Der letzte Aufguss (2012)
3. Die letzte Praline (2013)
4. Der letzte Whisky (2014)
5. Der letzte Champagner (2016)
6. Der letzte Caffè (2018)

### Съвместни романи
- Der Tod spielt mit (2006)[2]
- Mords-Weihnachten (2008) – с Юта Профийт и Патриша Вовинкел
- Mords-Ostern (2009) – с Моника Мирели и Ралф Крамп
- Mords-Muttertag (2010) – с Моника Мирели и Ралф Крамп
- Mords-Geburtstag (2011) – с Моника Мирели и Ралф Крамп
- Mords-Hochzeit (2013) – с Моника Мирели и Ралф Крамп
- 8. KBV (2013) – с Петер Годазгар, Катрин Хайнрихс, Юрген Керер, Ралф Крамп, Татяна Крузе, Сандра Люпкес, Сабине Тринкаус
- Mords-Urlaub (2015) – с Уве Вьол и Ралф Крамп
- Acht Leichen zum Dessert (2016) – с Петер Годазгар, Катрин Хайнрихс, Юрген Керер, Ралф Крамп, Татяна Крузе, Сандра Люпкес, Сабине Тринкаус
- Mords-Feste (2017) – с Уве Вьол и Ралф Крамп
- Mords-Feste 2 (2017) – с Уве Вьол и Ралф Крамп

### Сборници
сборници с кратки кулинарни криминални истории
- Henkerstropfen (2007) – 23 разказа[2]
- Henkersmahlzeit (2010)
- Mordshäppchen (2021)

### Пиеси
- Halbpension mit Leiche (2019) – с Петер Годазгар, Катрин Хайнрихс, Юрген Керер, Ралф Крамп, Татяна Крузе, Сандра Люпкес, Сабине Тринкаус
- Blitzeis (2019) – с с Ралф Крамп
- Bares, Rares – und weg war es! (2021) – с Петер Годазгар, Катрин Хайнрихс, Юрген Керер, Ралф Крамп, Татяна Крузе, Сандра Люпкес, Сабине Тринкаус

### Документалистика
книги за вино и криминално добри рецепти
- Wein. Ein Schnellkurs in 10 Gläsern (2003)[2]
- Henns lustige Weinschule (2006)
- Henns Weinführer Mittelrhein. Geschichte, Lagen, Weine und Reisetipps (2005)
- Henns Weinführer Ahr. Geschichte, Lagen, Weine und Reisetipps (2006)
- Weinführer Supermarkt. Extra mit Champagner, Sekt, Prosecco und Bio-Weinen (2006)
- 111 deutsche Weine, die man getrunken haben muss (2011)
- 111 mal lecker essen in Köln – Der andere Restaurantführer (2013)
- Jean-Marie Dumaine – Ein Leben in 14 Gängen (2019)
- Das kriminelle Kochbuch – Killer, Schnüffler und Rezepte (2021)
- 111 Weine aus aller Welt, die man getrunken haben muss (2021)
- Grillen & Killen – Mörderische Storys und kriminell gute Rezepte (2022)
- Der Mann, der auf einen Hügel stieg und von einem Weinberg herunterkam (2022)

### Екранизации
- ?? Der Buchspazierer